# Дженавив Джоли
Дженавив Джоли (англ. Jenaveve Jolie, настоящее имя Оливия Агилар (англ. Olivia Aguilar); род. 4 июня 1984, Сан-Луис-Обиспо, Калифорния, США) — американская порноактриса, модель и стриптизёрша.

## Биография
Дженавив Джоли родилась 4 июня 1984 года в Сан-Луис-Обиспо, Калифорния. Долгое время работала официанткой в ресторане, а потом — стриптизершей в стрип-баре родного города перед тем, как начать свою карьеру в качестве порноактрисы в 2004 году.. С 2004 года снялась более чем в 400 фильмов для взрослых, а также участвовала в 2009 году в сериале HBO «Красавцы».

## Награды
- 2006 AVN Award (номинация) — Лучшая новая звезда[4]
- 2007 AVN Award (номинация) — Лучшее лесбийское порно, (фильм Girlvana 2)[5]
- 2008 AVN Award (номинация) — Лучшая сцена стриптиза (фильм Control 5)[6]
- 2009 AVN Award (номинация) — Лучшая сцена лесбийского триолизма (фильм Chop Shop Chicas)[7]
- 2010 AVN Award (номинация) — Лучшая групповая лесбийская сцена (фильм Babes Illustrated 18)[8]
- 2010 AVN Award (номинация) — Лучшая сцена стриптиза (фильм Internal Cumbustion 14)[8]